# ويكيبيديا الفريولية
ويكيبيديا الفريولية (الفريولية:Vichipedie par furlan) هي النسخة الفريولية من موسوعة ويكيبيديا. وهي لغة أقلية في إيطاليا. وتعتبر ويكيبيديا الفريولية أول موسوعة باللغة الفريولية.

## الإحصائيات
| عدد المستخدمين المسجلين | عدد المستخدمين النشيطين | عدد المقالات | صفحات المحتوى | عدد التعديلات | عدد الملفات المرفوعة | عدد الإداريين |
| ----------------------- | ----------------------- | ------------ | ------------- | ------------- | -------------------- | ------------- |
| 11,958                  | 18                      | 3,191        | 8,011         | 167,973       | 318                  | 2             |

## التاريخ
- نوفمبر 2005 - أنشئت المقالة رقم 100.[2]
- 14 يوليو 2006 - أنشئت المقالة رقم 1000.[2]
- 22 أبريل 2007 - أنشئت المقالة رقم 2000.[3]